# Rio Canalul Morilor (Ineu)
O Rio Canalul Morilor (Ineu) é um rio da Romênia, afluente do Crişul Alb, localizado no distrito de Arad.